# François Vincent Latil
Pour les articles homonymes, voir Latil.
François Vincent Mathieu Latil, né à Aix-en-Provence (Bouches-du-Rhône) le 2 février 1796 et mort à Saint-Girons (Ariège) le 4 mars 1890, est un peintre français.

## Biographie
François Mathieu Vincent Latil naît le 11 pluviôse an IV à Aix-en-Provence. Il est le fils de Barthélemy Latil, cordonnier, et d'Élisabeth Deyme. 
François Vincent Latil entre à l'École des beaux-arts de Paris le 11 mars 1818. Il va ensuite compléter son éducation dans les ateliers d'Antoine-Jean Gros et de Paulin Guérin, qui comme lui est originaire de Provence.
Un incendie ravage son atelier du 23, quai de la Cité, fin 1832.
En 1833, il épouse l'artiste peintre Eugénie Henry.
Artiste consciencieux, sinon brillant, il expose au Salon de 1824 à 1859, et obtint une médaille d'encouragement en 1827 pour Jésus guérit un possédé et une deuxième médaille en 1841 pour son Épisode de l'histoire des naufragés (musée des Augustins de Toulouse), une œuvre représentative du second souffle romantique qui marque les années 1840.
Il a surtout cultivé la peinture historique et religieuse, ainsi que le portrait.
Il meurt le 4 mars 1890 à Saint-Girons.

## Œuvres

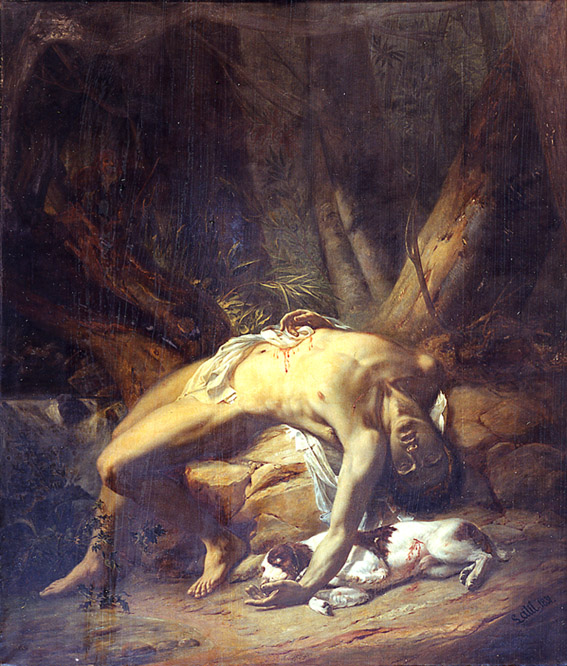
Jeune voyageur assassiné et dépouillé par les brigands (1831), musée des Augustins de Toulouse.

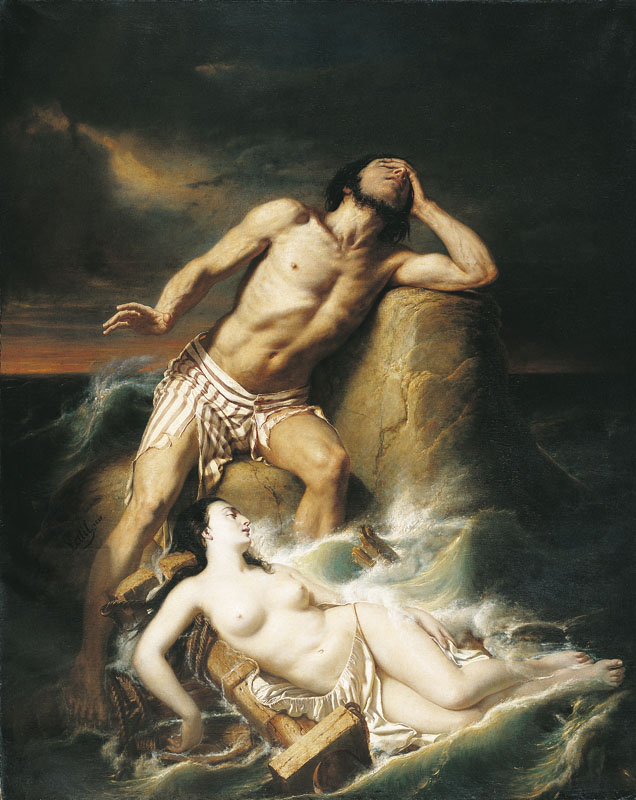
Épisode de l'histoire des naufragés (1841), musée des Augustins de Toulouse.

- Byrane abandonnant Olympe, Salon de 1824, Aix-en-Provence, musée Granet.
- Mercure, 1825, Musée du Louvre[6].
- Ecce Homo (Tête de Christ), dit aussi Le Christ au roseau, 1826[7].
- Le Lavement des pieds par N.S.J.C., commandé par la Ville de Paris.
- Jésus guérit un possédé, médaillé au Salon de 1827, Aix-en-Provence, musée Granet[8].
- La Tunique de Joseph, 1830[réf. nécessaire].
- Un jeune voyageur assassiné et dépouillé par les brigands, Salon de 1831, 296 × 355 cm, musée des Augustins de Toulouse[9].
- Le Sauveur apaisant la tempête, 1831[réf. nécessaire].
- Moralité du peuple en l’absence des lois : juillet 1830, 1835[10].
- Portrait du baron de Sch. et de Mme de ***, 1835[réf. nécessaire].
- Quinze esquisses, 1836[réf. nécessaire].
- Portrait de M. R*** et de M. E***, 1836[réf. nécessaire].
- Invasion de 1814, 1837[réf. nécessaire].
- Une Madeleine, 1837[réf. nécessaire].
- La Fille d’un vétéran de la Grande Armée, 1838[réf. nécessaire].
- Le Soldat compatissant, 1840[réf. nécessaire].
- Épisode de l'histoire des naufragés, 1re médaille au Salon de 1841, musée des Augustins de Toulouse[4].
- Jésus guérissant des malades à la porte du Temple, 1842[réf. nécessaire].
- Jésus-Christ mis au tombeau, 1843[réf. nécessaire].
- Saint Jean prêchant dans le désert, 1844, Aix-en-Provence, musée Granet.
- Saint Paul baptisant Lydie, 1844, Aix-en-Provence, musée Granet.
- Saint Pierre guérissant sur les places publiques, 1844[réf. nécessaire].
- Saint Jean l’Aumônier, évêque d’Alexandrie, 1844[réf. nécessaire].
- Le Pasteur du hameau, 1844[réf. nécessaire].
- Le Christ déposé au pied de la Croix, 1845[réf. nécessaire].
- Saint Paul en Macédoine, 1845[réf. nécessaire].
- Saint Pierre, 1846[réf. nécessaire].
- Saint Louis à Damiette, 1846[réf. nécessaire].
- La Mission des Apôtres, 1847[réf. nécessaire].
- Inhumation des chrétiens massacrés à Sidon, 1847[réf. nécessaire].
- L'Ordre, 1848[réf. nécessaire].
- Saint Jean le Précurseur, 1849[réf. nécessaire].
- Portrait de M. C. (1849[réf. nécessaire].
- Madeleine, 1852, huile sur toile, Pontivy, église Saint-Joseph de Pontivy[11]
- Jésus à douze ans chez les Docteurs, 1850[réf. nécessaire].
- Portrait de Raspail, 1859[réf. nécessaire].
- Le Christ, 1859[réf. nécessaire].
- Saint Pierre, 1859[réf. nécessaire].
- Sainte Madeleine, 1859[réf. nécessaire].
- Jeunes naufragés en action de grâce, 1859, Aix-en-Provence, musée Granet.
- Christophe Colomb et le P. J. Perez de Marchena, 1859[réf. nécessaire].
- Jeanne d'Arc devant ses juges, huile sur bois, 29,5 x 43 cm, musée des Beaux-Arts d'Orléans[12] .